# Stadio olimpico, Cortina

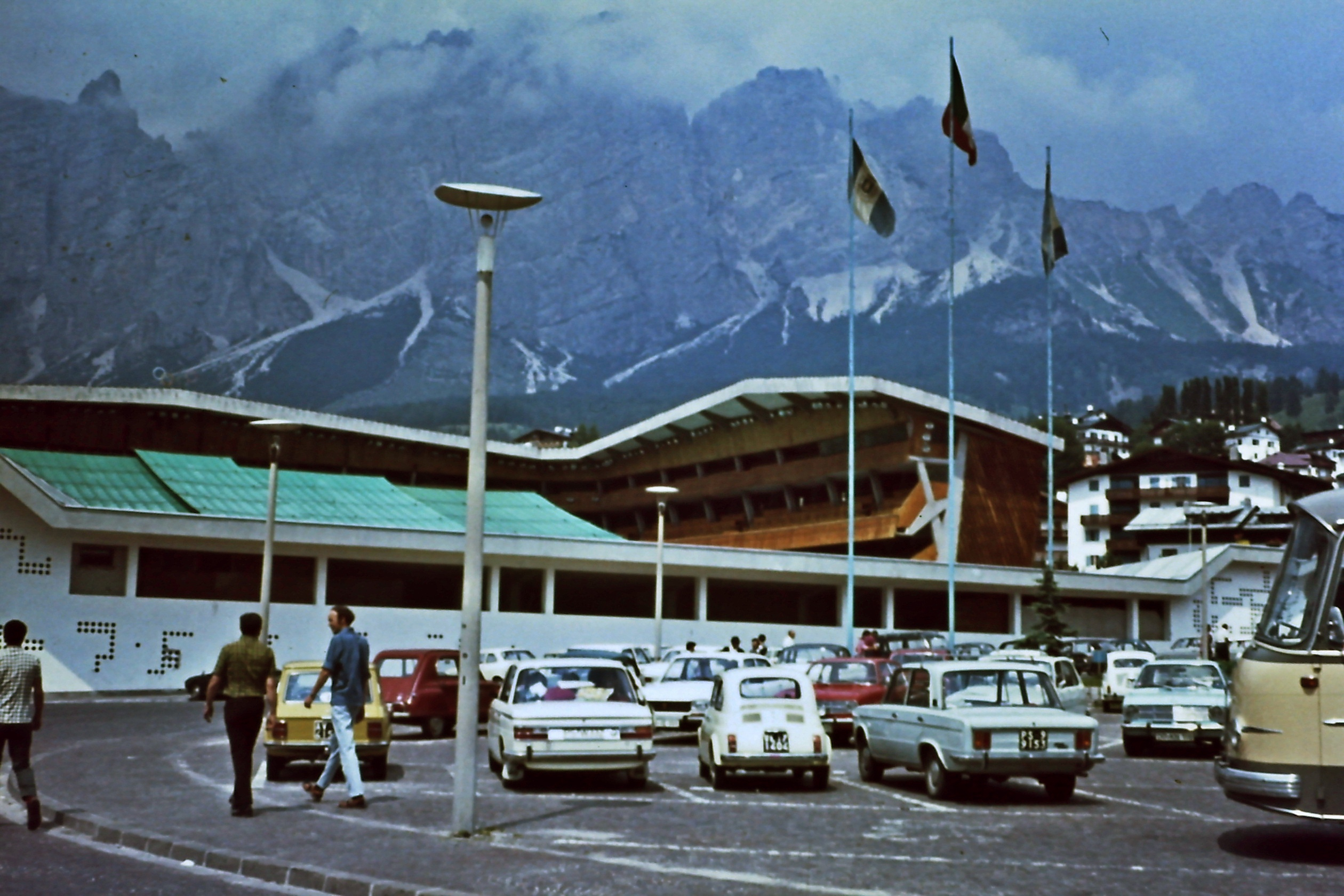
Stadio olimpico 1971.

Stadio olimpico är en ishall i Cortina d'Ampezzo, Italien. 
Den byggdes 1955 och har en publikkapacitet på 12 000 personer. Vid olympiska vinterspelen 1956 hölls här invignings- och avslutningsceremonin, samt ishockeyturneringen och övriga skridskosporter. På den tiden hade anläggningen inget tak, vilket byggts senare.
Anläggningen syns i James Bond-filmen Ur dödlig synvinkel ("For Your Eyes Only") från 1981.